# Leptopelis oryi
Leptopelis oryi es una especie de anfibios de la familia Arthroleptidae.
Habita en República Democrática del Congo, Uganda y posiblemente Sudán.
Su hábitat natural incluye sabanas húmedas, zonas secas de arbustos tropicales o subtropicales, praderas húmedas o inundadas en algunas estaciones, ríos y marismas de agua fresca.